# Костевич, Михаил Михайлович
Михаи́л Миха́йлович Костевич (18 октября 1877, Сахалин — 15 июля 1957, Буэнос-Айрес) — русский артиллерийский офицер, специалист по взрывчатым веществам.

## Биография
Православный. Окончив успешно Михайловскую артиллерийскую академию, Костевич был оставлен при Артиллерийском комитете Главного  артиллерийского управления. На 1 января 1909 года — капитан 2-й вылазочной батареи Новогеоргиевской крепостной артиллерии.

Участник первой мировой войны. В 1915 году послан в качестве эксперта за границу для приема военных материалов. Упоминается в мемуарах военного агента в Париже А. А. Игнатьева: 
я нашел в этом грубоватом и мало воспитанном капитане бесценного, неутомимого и высококвалифицированного помощника. Помимо этого он был глубоко честным русским человеком, страдавшим за участь русской армии и разделявшим все мои взгляды на необходимость самой срочной помощи из-за границы.
Во время летней кампании 1916 года командовал 5-й химической командой, предложил методику камерного окуривания. Последний чин в русской армии — полковник.
После 1917 года в эмиграции в Англии, затем во Франции. В 1920—1922 годах работал главным инспектором по безопасности на заводах компании F. N. Pickett and Son во Франции и Бельгии, на которых производилась разборка и утилизация снарядов, оставшихся от первой мировой войны. Под его наблюдением без единого взрыва было разобрано более 2,5 млн снарядов, мин, гранат и пр.
Работал в экспериментальной лаборатории в Бельвю под Парижем. В 1932—1936 годах профессор, читал лекции в русском высшем техническом институте в Париже, заведующий кафедрой физики и химии.
В 1932 году — член суда чести национального объединения русских инженеров, в 1935 году товарищ председателя этой организации.
В 1936 году переехал в Эквадор, где организовал пороховые заводы, позже — в Аргентину. Действительный член Союза российских антикоммунистов в Аргентине. Сотрудничал с аргентинским отделом РОВС.

## Масонство
Посвящён в степень ученика 19 июля 1928 года. Возвышен в степень подмастерья (на заседании ложи «Гермес») 21 марта 1929 года, и возвёден в степень мастера-масона — 12 мая 1930 года. В 1928—1932 годах член ложи «Юпитер» № 536 Великой ложи Франции, в 1932 году — ложи совершенствования «Друзья любомудрия» № 542 Верховного совета Франции. Исключён 29 декабря 1932 года.

## Сочинения
- T.N.B. & T.N.T. — London, 1919.
- High Explosive and Smokeless Powder Testing Electrical Apparatus. — London, 1919.
- Safeguards for conducting nitration processes in chemical laboratories. — Paris, 1922
- Preparation and properties of nitro compounds of benzol and toluol. — Paris, 1922—1923.
- «Tarry-matter» of alpha trinitrotoluol. Part I, 1922. — London. Part II, 1927. — Paris.
- Methods for safeburning out of Lyddite and other shells. 1922.
- H. E. & P. Burning Ground. Imp. d’Art Voltaire. — Paris. 1927. 73 pp.
- Ряд статей в The Coast Artillery Journal.